# Pigs (Three Different Ones)
Pigs (Three Different Ones) (с англ. — «Свиньи (три разных)») — песня Pink Floyd, записанная для выпущенного в 1977 году альбома Animals. Слова и музыка написаны Роджером Уотерсом. По концепции альбома разным типам людей в обществе соответствуют разные животные, и свиньи олицетворяют людей, обладающих богатством и властью, которые заставляют других членов общества конкурировать между собой, чтобы свиньи не потеряли свою влиятельность.

## История

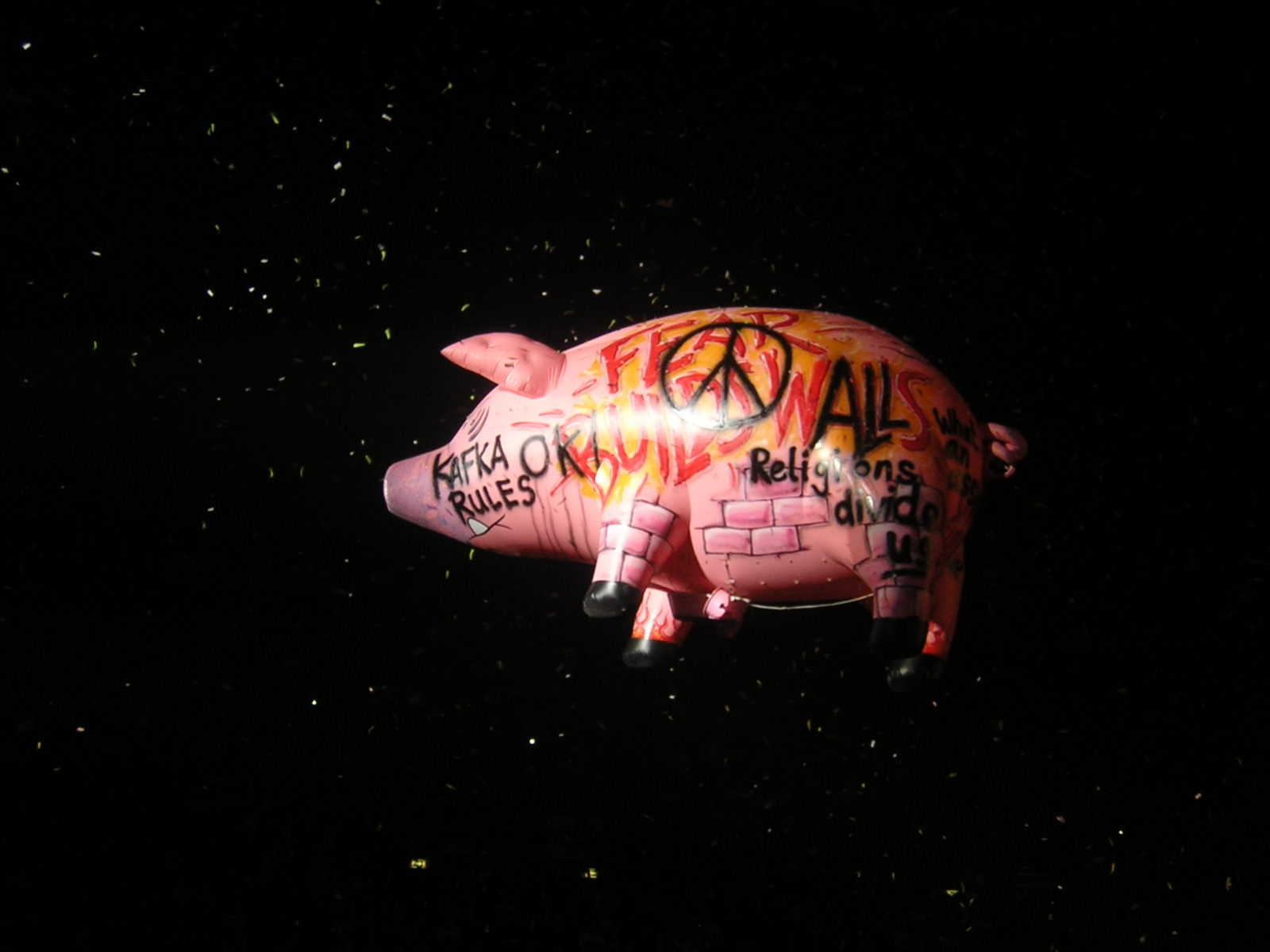
После выхода альбома одним из символов группы стала надувная свинья. Роджер Уотерс продолжает использовать таких свиней на своих концертах.

Каждый из трёх куплетов песни описывает отдельный вид «свиней» в трактовке Роджера Уотерса. В первом куплете говорится о неком «большом человеке» (англ. big man, pig man), что обычно считают образом лживого крупного бизнесмена. Второй куплет говорит о «грымзе с автобусной остановки» (bus stop rat bag) и «старой карге» (old hag), без конкретных указаний, однако хотя прямых указаний в нём и не содержится, он является инвективой в сторону Маргарет Тэтчер, которая во время написания песни была лидером консервативной оппозиции в Великобритании, а несколько лет спустя стала премьер-министром, что воплотило худшие опасения Уотерса. Третий же куплет прямо называет цель своего обвинения — Мэри Уайтхаус, консервативную политическую активистку, боровшуюся за нравственность и цензуру. В 1965 году Уайтхаус основала Национальную ассоциацию зрителей и слушателей, которая ещё в 1967 году обвиняла группу Pink Floyd в пропаганде ЛСД, сексуальной свободы и гедонизма. В тексте куплета, который начинается с обращения (Hey you Whitehouse) Уайтхаус обвиняется в том, что пытается «убрать чувства с улиц» (keep our feelings off the street), а затем Уотерс спрашивает, чувствует ли она себя оскорблённой, обращаясь ещё и по личному имени. При этом многие слушатели, особенно американцы, считали, что в песне критикуется правительство США, поскольку фамилия Уайтхаус созвучна словам «Белый дом». В 2019 году Уотерс говорил, что при написании не имел в виду американское правительство, но на гастролях конца 2010-х уже открыто критиковал президента Дональда Трампа и говорил, что покойную Уайтхаус все уже забыли, и он поёт песню с мыслями о Белом доме, к тому же её название в новой трактовке могло бы быть «Pig (The One)» (с англ. — «Свинья (та самая)»), то есть конкретно Трамп. При этом на концертах Уотерса во время исполнения этой песни ещё до окончания президентских выборов 2016 года стали появляться изображения Трампа, в том числе на концерте в Мехико 1 октября 2016 года.
Песня была написана непосредственно во время работы над альбомом, тогда как две других основных композиции из него в ранних версиях уже игрались на гастролях («Dogs» под названием «You Gotta Be Crazy», а «Sheep» под названием «Raving and Drooling»). Во время записи Дэвид Гилмор использовал в гитарном соло ток-бокс Heil для имитации звуков хрюкающих свиней, что было первым использованием подобной техники для группы. Роджер Уотерс, обычно являвшийся басистом группы, сыграл в записи на ритм-гитаре, а партии безладовой бас-гитары исполнил Гилмор.

## Участники записи
- Роджер Уотерс — ведущий и гармонический вокал, ритм-гитара, эффекты, вокодер
- Дэвид Гилмор — соло-гитара, безладовая бас-гитара, ток-бокс
- Рик Райт — орган Хаммонда, струнный синтезатор ARP[англ.], рояль, клавинет[англ.]
- Ник Мейсон — ударные, ковбелл

Запись произведена в апреле и мае 1976 года на студии Britannia Row (Ислингтон, Лондон).